# Re di Mercia

I regni britannici all'inizio del IX secolo

Di seguito è riportata una lista dei sovrani del regno di Mercia. Il regno di Mercia è stato uno dei sette regni facenti parte dell'Eptarchia anglosassone e per alcuni secoli la potenza dominante nella regione. Alcuni sovrani merciani sono stati i primi monarchi anglosassoni a rivendicare il titolo di "Re della Britannia" o "Re degli Inglesi".
La tabella contiene il titolo in latino e, sotto, il titolo in antico inglese. I foni þ e ð corrispondevano a due fonemi distinti (th dura e dolce). Il carattere 7 rappresentava il & usato nella scrittura contemporanea anglosassone.

## Lista
I tradizionali sovrani di Mercia erano noti come Iclinga, discendenti dei re degli Angli tedeschi. Quando la linea maschile degli Iclinga si estinse, il trono era conteso da una serie di altre famiglie, etichettate come B, C e W dagli storici.
     Regno degli Iclinga
     Dinastia B (un gruppo ipotizzato solamente sulla base dei nomi)
     Dinastia C (tradizionalmente considerati un ramo degli Iclinga, probabilmente discendenti del re Cenwalh del Wessex e di sua moglie Iclinga)
     Dinastia W (Wiglaf e i suoi discendenti, successivamente legati alla C tramite matrimonio)
     Affiliazione dinastica ignota
     Sovrani esterni a Mercia
     Æthelred II e la sua famiglia (che riconosceva il dominio del Wessex)
Tutti i seguenti sono stati re, a meno che non sia specificato altrimenti. Quelli in corsivo sono probabilmente frutto di leggende, di dubbia autenticità e potrebbero non aver regnato.
| Sovrano                | Durata del regno | Note biografiche | Morte           | Titolo attestato |
| ---------------------- | ---------------- | --- | --------------- | --- |
| Icel                   | c. 515-c.535     | Figlio di Eomer, l'ultimo re degli angli dell'Anglia germanica. Portò il suo popolo all'isola della Gran Bretagna attraverso il Mare del Nord.                                              | c. 535          | |
| Cnebba                 | ?                | Figlio di Icel. | ?               | |
| Cynewald               | ?                | Figlio di Cnebba. | ?               | |
| Creoda                 | c. 584–c. 593    | Figlio di Cynewald. Probabile fondatore della fortezza reale merciana di Tamworth. | c. 593          | CREODA CYNEVVALDING MIERCNA CYNING CREODA REX MERCIA |
| Pybba                  | c. 593–c. 606    | Figlio di Creoda. Estese il controllo merciano sulle Midlands occidentali. | c. 606          | PYBBA CREODING MIERCNA CYNING PYBBA REX MERCIA |
| Cearl                  | c. 606–c. 626    | Nominato re da Beda, non è incluso negli elenchi dei sovrani successivi. | c. 626          | CEARL MIERCNA CYNINGCEARL REX MERCIA |
| Penda                  | c. 626–655       | Figlio di Pybba. Portò Mercia allo status di potenza dominante tra i regni anglossassoni. L'ultimo monarca pagano di Mercia, fu ucciso in battaglia da Oswiu di Northumbria.                | 15 novembre 655 | PENDA PYBBING MIERCNA CYNING PENDA REX MERCIA |
| Eowa                   | c. 635–642       | Figlio di Pybba. Co-regnante, ucciso in battaglia. | 5 agosto 642    | |
| Peada                  | c. 653–656       | Figlio di Penda. Co-regnante nelle Midlands sud-orientali. Ucciso. | 17 aprile 656   | PEADA PENDING MIERCNA CYNINC PEADA REX MERCIA |
| Oswiu di Northumbria   | 655–658          | Prese per breve tempo il controllo diretto della Mercia dopo la morte di Penda. Era anche re di Northumbria (655–670).                                                                      | 15 febbraio 670 | OSVVIV ÆÞELFRIÞING NORÞANHYMBRA 7 MIERCNA CYNINGOSVVIV REX NORÞYMBRIA ET MERCIA |
| Wulfhere               | 658–675          | Figlio di Penda. Ripristinò il dominio merciano in Inghilterra. Primo re cristiano di tutta la Mercia.                                                                                      | 675             | VVLFHERE PENDING MIERCNA CYNINGVVLFHERE REX MERCIA |
| Æthelred I             | 675–704          | Figlio di Penda. Abdicò e si ritirò in un monastero a Bardney. | 716             | ÆÞELRED PENDING MIERCNA CYNINGÆÞELRED REX MERCIA |
| Cœnred                 | 704–709          | Figlio di Wulfhere. Abdicò e si ritirò a Roma. | ?               | COENRED VVLFHERING MIERCNA CYNINGCOENRED REX MERCIA |
| Ceolred                | 709–716          | Figlio di Æthelred I. Probabilmente avvelenato. | 716             | CEOLRED ÆÞELREDING MIERCNA CYNINGCEOLRED REX MERCIA |
| Ceolwald               | 716              | Presunto figlio di Æthelred I, forse mai esistito. | 716             | |
| Æthelbald              | 716–757          | Nipote di Eowa. Si auto-proclamò Re della Britannia nel 736. Fu ucciso dalle sue guardie del corpo.                                                                                         | 757             | ÆÞELBALD ALVVIHING MIERCNA CYNINGÆÞELBALD REX MERCIAÆÞELBALD REX BRITANNIAÆ |
| Beornred               | 757              | Sono ignote le relazioni con i suoi predecessori. Deposto da Offa. | ?               | BEORNRED MIERCNA CYNINGBEORNRED REX MERCIA |
| Offa                   | 757–796          | Tris-nipote di Eowa. Il più grande e potente re di Mercia, si auto-proclamò Re degli inglesi nel 774, costruì Offa's Dyke, e introdusse il penny d'argento.                                 | 29 luglio 796   | OFFA ÞINCFERÞING MIERCNA CYNINGOFFA REX MERCIAOFFA REX ANGLORVM |
| Ecgfrith               | 787–796          | Figlio di Offa. Co-regnante, morì improvvisamente pochi mesi dopo il padre. | 17 dicembre 796 | ECGFRIÞ OFFING MIERCNA CYNINGECGFRIÞ REX MERCIA |
| Cœnwulf                | 796–821          | Discendente della settima generazione di Pybba, probabilmente tramite una sorella di Penda. Assunse il titolo di "imperatore".                                                              | 821             | COENVVLF CVÞBRYHTING MIERCNA CYNINGCOENVVLF REX MERCIA |
| Cynehelm               | c. 798–812       | Figlio di Cœnwulf. Sebbene fu realmente esistito, il suo status di co-regnante e il suo omicidio sono oggetto di leggende. Fu canonizzato come San Kenelm.                                  | 812             | COENELM MIERCNA CYNINGCENELM REX MERCIA |
| Ceolwulf I             | 821–823          | Fratello di Cœnwulf. Deposto da Beornwulf. | ?               | CEOLVVLF CVÞBRYHTING MIERCNA CYNINGCEOLVVLF REX MERCIA |
| Beornwulf              | 823–826          | Ipotizzato parente di Beornred. Ucciso in una battaglia contro gli Angli orientali. | 826             | BEORNVVLF MIERCNA CYNINGBEORNVVLF REX MERCIA |
| Ludeca                 | 826–827          | Sono ignote le relazioni con i suoi predecessori. Ucciso in battaglia contro gli Angli orientali.                                                                                           | 827             | LVDECAN MIERCNA CYNINGLVDECAN REX MERCIA |
| Wiglaf (Primo regno)   | 827–829          | Sono ignote le relazioni con i suoi predecessori. Deposto da Egberto del Wessex. | 839             | VVIGLAF MIERCNA CYNINGVVIGLAF REX MERCIA |
| Egberto del Wessex     | 829–830          | Prese per breve tempo il controllo di Mercia dopo aver deposto Wiglaf. Anche Re del Wessex (802–839).                                                                                       | 4 febbraio 839  | ECGBRYHT EALHMVNDING VVESTSEAXE 7 EST SEAXE 7 SVÞSEAXE 7 CANTVVARE 7 MIERCNA CYNINGECGBRYHT REX SAXONVM ORIENTALIVM ET SAXONVM OCCIDENTALIVM EX SAXONVM AVSTRALIVM ET CANTVVARVM ET MIERCIA |
| Wiglaf (Secondo regno) | 830–839          | Ritornò al potere ma, sebbene Mercia riconquistò la sua indipendenza, perse la sua predominanza in Inghilterra.                                                                             | 839             | VVIGLAF MIERCNA CYNINGVVIGLAF REX MERCIA |
| Wigmund                | c. 839–c. 840    | Figlio di Wiglaf e genero di Ceolwulf I. Probabilmente coregnante. | c. 840          | |
| Wigstan                | 840              | Figlio di Wigmund. Rifiutò il regno e fu successivamente ucciso da Beorhtwulf. Canonizzato come San Wystan.                                                                                 | 849             | VVIGSTAN MIERCNA CYNINGVVIGSTAN REX MERCIA |
| Ælfflæd (Regina)       | 840              | Figlia di Ceolwulf I, moglie di Wigmund e madre di Wigstan. Nominata reggente da Wigstan.                                                                                                   | ?               | |
| Beorhtwulf             | 840–852          | Affermato essere un cugino di Wigstan. Usurpò il regno e costrinse a Ælfflæd di sposare suo figlio, Beorhtfrith.                                                                            | 852             | BEORHTVVLF MIERCNA CYNINGBEORHTVVLF REX MERCIA |
| Burgred                | 852–874          | Ipotizzato parente di Beorhtwulf. Fuggì a Roma di fronte a un'invasione dei danesi. | ?               | BVRGRED MIERCNA CYNINGBVRGRED REX MERCIA |
| Ceolwulf II            | 874–879 o c. 883 | Possibilmente un discendente della dinastia C., di cui faceva parte Ceolwulf I, forse tramite matrimonio con la dinastia W.; perse la Mercia orientale dai danesi nel 877.                  | 879             | CEOLVVLF MIERCNA CYNINGCEOLVVLF REX MERCIA |
| Æthelred II (Lord)     | c. 883–911       | Riconobbe Alfredo del Wessex come suo signore supremo. Considerato come "ealdorman" da fonti sassoni occidentali.                                                                           | 911             | ÆÞELRED |
| Æthelflæd (Lady)       | 911–918          | Moglie di Æthelred e figlia di Alfredo del Wessex. Possibilmente discese da precedenti re merciani tramite la madre. Con suo fratello, Edoardo il Vecchio, riconquistò la Mercia orientale. | 12 giugno 918   | EÞELFLEDA MIERCNA HLÆDIGE |
| Ælfwynn (Lady)         | 918              | Figlia di Æthelred II e Æthelflæd. Deposto da suo zio, Edoardo il Vecchio, nel dicembre 918, che annesse la Mercia al Wessex.                                                               | ?               | ÆLFVVYNN MIERCNA HLÆDIGE |